# Saint-Pierre-des-Nids
Saint-Pierre-des-Nids là một xã của tỉnh Mayenne, thuộc vùng Pays de la Loire, tây bắc nước Pháp.